# Gymnastique aux Jeux olympiques d'été de 1980
Navigation
Montréal 1976 Los Angeles 1984
Aux Jeux olympiques de 1980, une discipline de gymnastique est au programme : la gymnastique artistique. Elle compte 14 épreuves, huit pour les hommes et six pour les femmes et se déroule du 20 au 25 juillet au Palais des sports du Stade central Lénine (aujourd'hui Palais des sports Loujniki).

## Résultats hommes

### Concours par équipes
| Médaille                            | Nom | Pays               | Points |
| ----------------------------------- | --- | ------------------ | ------ |
| Médaille d'or, Jeux olympiques      | Nikolai Andrianov Eduard Azaryan Aleksandr Dityatin Bohdan Makuts Vladimir Markelov Aleksandr Tkatchev | Union soviétique   | 589.60 |
| Médaille d'argent, Jeux olympiques  | Ralf-Peter Hemmann Lutz Hoffmann Lutz Mack Michael Nikolay Andreas Bronst Roland Brückner              | Allemagne de l'Est | 581.15 |
| Médaille de bronze, Jeux olympiques | Ferenc Donáth György Guczoghy Zoltán Kelemen Péter Kovács Zoltán Magyar István Vámos                   | Hongrie            | 575.00 |

### Concours général individuel hommes
| Médaille                            | Nom                | Pays             | Points  |
| ----------------------------------- | ------------------ | ---------------- | ------- |
| Médaille d'or, Jeux olympiques      | Alexander Dityatin | Union soviétique | 118.650 |
| Médaille d'argent, Jeux olympiques  | Nikolai Andrianov  | Union soviétique | 118.225 |
| Médaille de bronze, Jeux olympiques | Stoyan Deltchev    | Bulgarie         | 118.000 |

### Finales par engins

#### Sol hommes
| Médaille                            | Nom                | Pays               | Points |
| ----------------------------------- | ------------------ | ------------------ | ------ |
| Médaille d'or, Jeux olympiques      | Roland Brückner    | Allemagne de l'Est | 19.750 |
| Médaille d'argent, Jeux olympiques  | Nikolai Andrianov  | Union soviétique   | 19.725 |
| Médaille de bronze, Jeux olympiques | Aleksandr Dityatin | Union soviétique   | 19.700 |

#### Cheval d'arçons hommes
| Médaille                            | Nom                | Pays               | Points |
| ----------------------------------- | ------------------ | ------------------ | ------ |
| Médaille d'or, Jeux olympiques      | Zoltan Magyar      | Hongrie            | 19.925 |
| Médaille d'argent, Jeux olympiques  | Alexander Dityatin | Union soviétique   | 19.800 |
| Médaille de bronze, Jeux olympiques | Michael Nikolay    | Allemagne de l'Est | 19.775 |

#### Anneaux hommes
| Médaille                            | Nom                | Pays             | Points |
| ----------------------------------- | ------------------ | ---------------- | ------ |
| Médaille d'or, Jeux olympiques      | Aleksandr Dityatin | Union soviétique | 19.875 |
| Médaille d'argent, Jeux olympiques  | Aleksandr Tkachev  | Union soviétique | 19.725 |
| Médaille de bronze, Jeux olympiques | Jiří Tabák         | Tchécoslovaquie  | 19.600 |

#### Saut hommes
| Médaille                            | Nom                | Pays               | Points |
| ----------------------------------- | ------------------ | ------------------ | ------ |
| Médaille d'or, Jeux olympiques      | Nikolai Andrianov  | Union soviétique   | 19.825 |
| Médaille d'argent, Jeux olympiques  | Alexander Dityatin | Union soviétique   | 19.800 |
| Médaille de bronze, Jeux olympiques | Roland Brückner    | Allemagne de l'Est | 19.775 |

#### Barres parallèles hommes
| Médaille                            | Nom                | Pays               | Points |
| ----------------------------------- | ------------------ | ------------------ | ------ |
| Médaille d'or, Jeux olympiques      | Alexander Tkachev  | Union soviétique   | 19.775 |
| Médaille d'argent, Jeux olympiques  | Alexander Dityatin | Union soviétique   | 19.750 |
| Médaille de bronze, Jeux olympiques | Roland Brückner    | Allemagne de l'Est | 19.650 |

#### Barre fixe hommes
| Médaille                            | Nom                | Pays             | Points |
| ----------------------------------- | ------------------ | ---------------- | ------ |
| Médaille d'or, Jeux olympiques      | Stoyan Deltchev    | Bulgarie         | 19.825 |
| Médaille d'argent, Jeux olympiques  | Alexander Dityatin | Union soviétique | 19.750 |
| Médaille de bronze, Jeux olympiques | Nikolai Andrianov  | Union soviétique | 19.675 |

## Résultats femmes

### Concours général par équipes femmes
| Médaille                            | Nom                                                                                                | Pays               | Points |
| ----------------------------------- | -------------------------------------------------------------------------------------------------- | ------------------ | ------ |
| Médaille d'or, Jeux olympiques      | Yelena Davydova Maria Filatova Nellie Kim Yelena Naimushina Natalia Chapochnikova Stella Zakharova | Union soviétique   | 394.90 |
| Médaille d'argent, Jeux olympiques  | Nadia Comăneci Rodica Dunca Emilia Eberle Melita Ruhn Dumitrita Turner Cristina Elena Grigoras     | Roumanie           | 393.50 |
| Médaille de bronze, Jeux olympiques | Maxi Gnauck Silvia Hindorff Steffi Kraker Katharina Rensch Karola Sube Birgit Suss                 | Allemagne de l'Est | 392.55 |

### Concours général individuel femmes
| Médaille                            | Nom                        | Pays                        | Points |
| ----------------------------------- | -------------------------- | --------------------------- | ------ |
| Médaille d'or, Jeux olympiques      | Yelena Davydova            | Union soviétique            | 79.150 |
| Médaille d'argent, Jeux olympiques  | Maxi Gnauck Nadia Comăneci | Allemagne de l'Est Roumanie | 79.075 |
| Médaille de bronze, Jeux olympiques | -                          | -                           | -      |

### Finales par engins

#### Saut femmes
| Médaille                            | Nom                   | Pays               | Points |
| ----------------------------------- | --------------------- | ------------------ | ------ |
| Médaille d'or, Jeux olympiques      | Natalia Chapochnikova | Union soviétique   | 19.725 |
| Médaille d'argent, Jeux olympiques  | Steffi Kraker         | Allemagne de l'Est | 19.675 |
| Médaille de bronze, Jeux olympiques | Melita Ruhn           | Roumanie           | 19.650 |

#### Barres asymétriques femmes
| Médaille                            | Nom                                      | Pays                                         | Points |
| ----------------------------------- | ---------------------------------------- | -------------------------------------------- | ------ |
| Médaille d'or, Jeux olympiques      | Maxi Gnauck                              | Allemagne de l'Est                           | 19.875 |
| Médaille d'argent, Jeux olympiques  | Emilia Eberle                            | Roumanie                                     | 19.850 |
| Médaille de bronze, Jeux olympiques | Steffi Kraker Melita Ruhn Maria Filatova | Allemagne de l'Est Roumanie Union soviétique | 19.775 |

#### Poutre femmes
| Médaille                            | Nom                   | Pays             | Points |
| ----------------------------------- | --------------------- | ---------------- | ------ |
| Médaille d'or, Jeux olympiques      | Nadia Comăneci        | Roumanie         | 19.800 |
| Médaille d'argent, Jeux olympiques  | Yelena Davydova       | Union soviétique | 19.750 |
| Médaille de bronze, Jeux olympiques | Natalia Chapochnikova | Union soviétique | 19.725 |

#### Sol femmes
| Médaille                            | Nom                               | Pays                                | Points |
| ----------------------------------- | --------------------------------- | ----------------------------------- | ------ |
| Médaille d'or, Jeux olympiques      | Nellie Kim Nadia Comăneci         | Union soviétique Roumanie           | 19.875 |
| Médaille d'argent, Jeux olympiques  | -                                 | -                                   | -      |
| Médaille de bronze, Jeux olympiques | Natalia Chapochnikova Maxi Gnauck | Union soviétique Allemagne de l'Est | 19.825 |

## Tableau des médailles

### Hommes
| Rang  | Nation             | Or | Argent | Bronze | Total |
| ----- | ------------------ | -- | ------ | ------ | ----- |
| 1     | Union soviétique   | 5  | 7      | 2      | 14    |
| 2     | Allemagne de l'Est | 1  | 1      | 3      | 5     |
| 3     | Bulgarie           | 1  | 0      | 1      | 2     |
| 3     | Hongrie            | 1  | 0      | 1      | 2     |
| 5     | Tchécoslovaquie    | 0  | 0      | 1      | 1     |
| Total | Total              | 8  | 8      | 8      | 24    |

### Femmes
| Rang  | Nation             | Or | Argent | Bronze | Total |
| ----- | ------------------ | -- | ------ | ------ | ----- |
| 1     | Union soviétique   | 4  | 1      | 3      | 8     |
| 2     | Roumanie           | 2  | 3      | 2      | 7     |
| 3     | Allemagne de l'Est | 1  | 2      | 3      | 6     |
| Total | Total              | 7  | 6      | 8      | 21    |

### Confondu
| Rang  | Nation             | Or | Argent | Bronze | Total |
| ----- | ------------------ | -- | ------ | ------ | ----- |
| 1     | Union soviétique   | 9  | 8      | 5      | 22    |
| 2     | Allemagne de l'Est | 2  | 3      | 6      | 11    |
| 3     | Roumanie           | 2  | 3      | 2      | 7     |
| 4     | Bulgarie           | 1  | 0      | 1      | 2     |
| 4     | Hongrie            | 1  | 0      | 1      | 2     |
| 6     | Tchécoslovaquie    | 0  | 0      | 1      | 1     |
| Total | Total              | 15 | 14     | 16     | 45    |